# اووچوبره
اووچوبره (به ترکی آذربایجانی: Ovçubərə، تا ۳ ژوئیه ۱۹۹۸ کولیبینکا Kulibinka)  یک منطقه مسکونی در لاتین است که در شهرستان بیله‌سوار واقع شده است. اووچوبره ۱۵۹۵ نفر جمعیت دارد.